# AVN
Adult Video News es una revista que cubre todas las novedades de la industria cinematográfica para adultos y, desde 1982, unos de los productores principales del mundo de entretenimiento para adultos. La cartera de negocios de AVN incluye una red de medios de comunicación que incluye varias publicaciones de la industria adulta a las que pertenecen AVN, AVN en línea, GayVN, y el negocio de novedad AVN.
Sin embargo el más informativo de las publicaciones de Red de Medios de comunicación AVN ha sido el "AVN el Directorio de Industria (el "AVN ID ")", que es un listado que comprende muchas empresas de producción de cine X y negocios relacionados. El libro, a veces llamado " pequeño redbook " (una referencia al una vez notable " poca lista negra " mythos de contactos sexuales de alguien), es un servicio pagado para empresas para en conjunto ponerse en una lista para el contacto para sus servicios a otros negocios en la industria adulta. El Directorio es puesto al día cada año y por lo general tiene un listado de más de 9000 empresas activas y tiene una suscripción activa conocida de 25.000 consumidores de negocio. http://avnid.com Archivado el 13 de noviembre de 2007 en Wayback Machine. Este es este listado de la AVN, que incluye una de las normas informativas de la industria para adultos como ninguna otra publicación adulta tiene una referencia tan comprensiva de negocios adultos específicos y adultos de apoyo.
Además, AVN la Red de Medios de comunicación organiza las convenciones de industria principales: AVN Adult Entertainment Expo, Internext Las Vegas, Internext Summer, AVN Novelty Expo, the GAYVN Expo, GAYVN Summit; y the consumer show Erotica LA. La mejor de las convenciones AVN es los Premios de AVN anuales y GAYVN Concede las ceremonias que son considerados la paralela a la Academia Concede específico a la Industria Adulta, contra otros premios de industria adultos como Premios de XRCO. Los Premios de AVN han sido activos desde 1984 con algunos períodos de inactividad en los últimos años 1980.
AVN Media Network tiene la sede en el Valle de San Fernando. Y sus propietarios son Darren Roberts y Paul Fishbein.
También son los encargados de organizar los Premios AVN, que son los "Oscar" del cine porno.

## Premios AVN
AVN presenta anualmente la ceremonia de entrega de premios de la industria pornográfica, de manera similar a los premios Oscar. Los premios incluyen alrededor de cien categorías y reúnen cada año a 3500 personas.